# Olga Tudorache
Olga Maria Tudorache (Oituz, 11 ottobre 1929 – Bucarest, 18 ottobre 2017) è stata un'attrice e docente rumena.

## Biografia
Si laureò nel 1951 all'Istituto teatrale di Bucarest nella classe di Moni Ghelerter e Marioara Voiculescu e recitò il ruolo di Veta nello spettacolo O noapte furtunoasă di Ion Luca Caragiale. A settembre del 1951 fu assunta dal Teatro della Gioventù (Teatrul Tineretului) a Bucarest, dove continuò i suoi lavori fino al 1966, quando il teatro si fuse con il Teatro Nottara. Nel nuovo Piccolo teatro (Teatrul Mic), rimase impegnata fino al 1978. Dall'anno accademico 1976 fu docente all'Istituto di teatro e cinematografia "Ion Luca Caragiale", presso il Dipartimento di recitazione e dal 1990 divenne docente universitaria, ritirandosi definitivamente dall'insegnamento nel 2000. 
(Olga Tudorache, intervista alla rivista Teatrul)
Ebbe un malore in scena nel 2012, mentre recitava nell'opera teatrale „Peşte cu mazăre” al Teatro Metropolis e fu ricoverata. Morì cinque anni più tardi, a 88 anni per una ischemia cerebrale nella sezione di terapia intensiva dell'ospedale Elias di Bucarest.

### Vita personale
Dalla sua relazione, tra il 1960 e 1965, con l'attore Cristea Avram nacque il figlio Alexandru. La storia d'amore finì quando l'attore s'innamorò di Marina Vlady (sposata in quel momento con il pilota Jean-Claude Brouillet), con la quale si trasferì in Francia. Vlady era arrivata in Romania chiamata agli studi cinematografici di Buftea dal regista Henri Copli, alla ricerca di una star internazionale peril suo film "Mona, l'étoile sans nom" di Mihail Sebastian.

## Ruoli in teatro

### Teatrul Tineretului
- Valea (Valia) in dialul vrăbiilor di Alexei Simukov (1951)
- Katea (Katia) in Studint în anul trei (1952)
- di la patru în sus di H. Nicolaidi – nel ruolo di Zinca (1953)
- Simion Albac  di Th. Mănescu, nel ruolo di Valentina Peicu (1953)
- Ani di pribegie di Aleksei Arbuzov, nel ruolo di Galina Sergheevna (1954)
- Libelula di Nicoloz Baratașvili – nel ruolo di Makvala (1954)
- David Copperfield di Charles Dickens – nel ruolo di Edith (1954)
- Cadavrul viu di Tolstoi, nel ruolo di Masa (1955)
- Suflete tari di Camil Petrescu, nel ruolo di Ioana Boiu (1957)
- al Teatro Nazionale di Craiova (collaborazione): Tragedia optimistă di Vsevolod Vișnevski, nel ruolo del commissario (1957)
- Antigone di Sofocle, nel ruolo di Antigone (1958)
- Tânara gardă di Maksim Fadiev, nel ruolo di Liubov Șevțova (1959)
- Nila toboșara di Afanasi Salînski, nel ruolo di Nila (1959)
- Ocolul pământului în 80 di zile di Pavel Kohout, nel ruolo della vedova (1960)
- al Teatro Nottara (collaborazione): Antoniu și Cleopatra di Shakespeare, nel ruolo di Cleopatra (1961)
- Vulpile di Lillian Hellman - nel ruolo della regina (1964)
- Cinque atti di Caragiale e Cântăreața cheală di Eugen Ionescu, nel ruolo della signora Smith (1965)

### Teatrul Mic
- Richard al II-lea di Shakespeare, nel ruolo di Duchessa di Gloucester (1966)
- Tango di Sławomir Mrożek, nel ruolo di Leonora (1968)
- Baltagul di Mihail Sadoveanu, nel ruolo di Vitoria Lipan (1968)
- Maria 1714 di Ilie Păunescu, nel ruolo di Maria (1970)
- Don Juan moare ca toți ceilalți di Teodor Mazilu, nel ruolo di Maria Maddalena (1966)
- Emigrantul din Brisbane di Georges Schehadi, nel ruolo di Ana (1970)
- Premiera di John Cromwell, nel ruolo di Fany Ellis  (1970)
- Fata care a făcut o minune di William Gibson, nel ruolo di Keith Keiller (1971)
- Cum se jefuiește o bancă di Samy Fayad, nel ruolo di văduva Altavilla (1971)
- Vicleniile lui Scapin di Molière, nel ruolo di Geronte (travestimento) (1972)
- Cu cât cânt atîta sânt – Teatrul Țăndărică (nocturn) (1972)
- la Teatrul din Brăila – regia spectacolului Ospățul scafandrilor di Ilie Păunescu (1972)
- După cădire di Arthur Miller, nel ruolo di Rose (1972)
- Stâlpii societății di Henrik Ibsen, nel ruolo di Lona Hessel (1973)
- Philadilphia, ești a mea di Bryan Friel, nel ruolo di Madge (1974)
- Cu cărțile pe față di Antonio Buero Vallejo, nel ruolo di Anita (1975)
- Profesiunea domnei Warren di George Bernard Shaw, nel ruolo di Kitty Warren (1974)
- Două ore di pace di Dumitru Radu Popescu, nel ruolo di Crina (1976)
- Efectul razelor gamma asupra anemonelor di Paul Zindil, nel ruolo di Beatrice (1977)
- Unchiul Vanea di Anton Cehov, nel ruolo di Maria Vasilievna (1978)
- Nebuna din Chaillot di Jean Giraudoux, nel ruolo di Aurelie (1978)
- la Teatrul Național București: Cavoul di familie di Pierre Chesnot, nel ruolo di Marie Saint Laurent (1978)
- Înaintea pensionării di Thomas Bernhard, nel ruolo di Vera Holler (1981)
- Fluturi... fluturi di Aldo Nicolaj, nel ruolo di Edda (1981)
- Richard al III-lea di Shakespeare, nel ruolo della Duchessa di Glouchester (1983)
- la Teatrul Nottara (colaborare): Amintirile Sarah-ei Bernhardt di John Murrell, nel ruolo di Sarah (1985)
- Elena Domnișor in Să nu-ți faci prăvălie cu scară di Eugen Barbu (collaborazione con il Teatro Giulești) (1985)
- Paula in Aimez vous Brahms di Françoise Sagan (1986)

## Spettacoli diretti dallo Studio Casandra
- Romeo și Janette di Anouilh e Trandafirul și coroana (1980)
- Suflete tari di Camil Petrescu (1984)
- Urmașul di C. Ottescu (1988)
- Lecția di engleză di Natașa Tanska (2000)

## Filmografia
- Directorul nostru (1955), regia di Jean Georgescu
- Când primăvara e fierbinte (1960), regia di Mircea Săucan
- Tudor (1962), regia di Lucian Bratu
- Cartierul veseliei (1964), regia di Manole Marcus
- Răpirea fecioarelor (1967), regia di Dinu Cocea
- Răzbunarea haiducilor (1968), regia di Dinu Cocea
- L'ultima crociata (Mihai Viteazul), regia di Sergiu Nicolaescu(1970)
- Un zâmbet pentru mai târziu (1974), regia di Al. Boiangiu
- Mastodontul (1975), regia di Virgil Calotescu
- Profetul, aurul și ardilenii (1978)
- Clipa (1979), regia di Gheorghe Vitanidis
- Bietul Ioanidi (1979) regia di Dan Pița
- Dragostea și revoluția, regia Gheorghe Vitanitis (1983)
- Vreau să știu di ce am aripi (1984), regia di Nicu Stan
- Surorile (1984)
- Domnișoara Aurica (1986), regia di Șerban Marinescu
- François Villon - Poetul vagabond (1987)
- Tusea și junghiul (1990),  regia di Mircea Daneliuc, Premio UCIN
- Balanța (1991), regia di Lucian Pintilie
- Doi haiduci și o crâșmăriță (1993), regia di George Cornea
- Nostradamus (1993), regiadi  Roger Christian
- Drumul câinilor (1993), regia di Laurențiu Damian, Premio UCIN
- Un'estate indimenticabile (1993), regia di Lucian Pintilie
- Femeia în roșu (1997)
- Faraonul (2004), regia di Sinișa Dragin
- Magnatul (2004), regia di Șerban Marinescu
- Cenușă și sânge (Cendres et sang) (2009), regia di Fanny Ardant

## Radio e televisione
- Troienele (1967) di Jean-Paul Sartre, nel ruolo di Hecuba;
- Nunta însângerata di Fedirico Garcia Lorca (1976), nel ruolo di Mama;
- "Efectul razelor gamma asupra anemonelor" (1977) - Beatrice
- Nunta însângerată di Federico García Lorca, nel ruolo di Logodnica;
- "Prețul succesului"(1977) - la moglie di Fein
- "Trenul din zori nu mai oprește aici" (1992) di Tennessee Williams, nel ruolo di Sisy.
- "Gaițele" di Alexandru Kirițescu (1993), nel ruolo di Fräulein;
- Patima roșie di Mihail Sorbul, nel ruolo di Tofana;
- Patima di sub ulmi di Eugene O’Neill, nel ruolo di Abbie;
- Năpasta di Ion Luca Caragiale, nel ruolo di Anca;
- Mediea di Euripidi, nel ruolo di Mediea;
- Casa Bernardii Alba di Garcia Lorca, nel ruolo di Bernarda;
- Hedda Gabler di Henrik Ibsen, nel ruolo di Hedda;
- Macbeth di William Shakespeare, Lady Macbeth;
- "Galy Gay" di Bertolt Brecht, nel ruolo di Molly;
- Neîntlegerea di Albert Camus, nel ruolo di Martha;
- Richard al III-lea di Shakespeare, regina Margareth;
- John Gabril Borckman di Ibsen, nel ruolo di Dna Borckman;
- Vlaicu Vodă di Alexandru Davila, nel ruolo di Doamna Clara;
- Neisprăvitul di Fonvizin, nel ruolo di Prostakova;
- "Viața ce ți-am dat"

## Premi e riconoscimenti

### Teatro
- Premio per la miglior interpretazione del 1968, data da CSCA, per "Baltagul", il ruolo di Vitoria Lipan
- Il primo premio per l'interpretazione al Festival nazionale di teatro del 1969 per "Baltagul" e "Maria 1714"
- 1968 Amfora Award per la migliore interpretazione di un ruolo di protagonista femminile in quella stagione
- Il premio per la miglior interpretazione femminile del Colloquio sull'arte della comedia, terza edizione di Galati per la Nebuna di Chaillot, 1979
- Primo premio al Festival Nazionale "Cântarea României", ed. "Non fai il tuo negozio con una scala" di Eugen Barbu, il ruolo di Elena Domisor, nel 1985
- Primo premio al Festival di drammaturgia contemporanea di Braşov, 1986 per Elena Domnişor di "Do not Make Your Stair Shop"
- Il premio speciale della giuria al Gala della drammaturgia rumena contemporanea Timișoara 1987, per il ruolo di Elena Domnişor
- Diploma di onore al Festival di drammaturgia contemporanea - Braşov, dicembre 1997 per "Regina Mamă"
- Il TOFAN Foundation Award per la più importante personalità teatrale del 1997, dicembre 1997
- L'Ordine Nazionale "Steaua României" come Grande Ufficiale conferito dal Presidente della Romania (2000)
- Trofeo del Festival nazionale di teatro   I. L. Caragiale  (2004)
- Laurea Honoris Causa, conferito in sessione straordinaria dal Senato della Accademia nazionale di arte drammatica e cinematografica (2006)[8]
- 2013 - Decorazione reale Nihil Sine Deo [9].

#### Premi dell'Unione Teatrale di Romania (UNITER)
- Premio per l'intera attività, UNITER Awards Gala
- 1995 Premio UNITER per la migliore attrice per il ruolo nello spettacolo Regina mamă di Manlio Santanelli, marzo 1999
- Diploma di popolarità, Gala dei premi UNITER, 2002
- Premio della critica per la miglior attrice 1997 assegnato dalla sezione rumena dell'Associazione internazionale dei critici teatrali (AICT) - Fondazione Teatro XXI per il ruolo nello spettacolo "Regina Mamă" di Manlio Santanelli, febbraio 1998

### Premi cinematografici
- 1992 - Unione dei cineasti rumeni, Premio per l'interpretazione della protagonista femminile in Drumul câinilor și Tusea și junghiul
- 1996 - Diploma Opera Omnia, Unione dei cineasti rumeni (Uniunea Cineaștilor)
- 2001 - Diploma Artistă de onoare a filmului românesc
- 2002 - Premio di eccellenza, Centro Nazionale della Cinematografia